# Baliakandi Upazila
Baliakandi Upazila är ett underdistrikt i Bangladesh. Det ligger i den centrala delen av landet, 90 kilometer väster om huvudstaden Dhaka.
Trakten runt Baliakandi Upazila består till största delen av jordbruksmark. Runt Baliakandi Upazila är det tätbefolkat, med 762 invånare per kvadratkilometer.